# علم أمراض النطق واللغة
علم أمراض التخاطب واللغة واضطرابات البلع (بالإنجليزية: speech-language pathology and swallowing disorders)‏ هو تخصص صحي تحت مظلة التأهيل الصحي. يُعَرِّف نموذج وطبيعة عمل أجهزة الكلام واللغة والبلع التي تشمل الدماغ والحنجرة وجهاز التنفس والفم والبلعوم إلى المريء، واضطراباتها. ويقدم برامج علاجية مع طرق فحص وتشخيص اضطرابات التخاطب واللغة والبلع. تشمل اضرابات التخاطب نطق الأصوات اللغوية، واللغة، والصوت، واضطرابات الفصاحة (التأتأة)، واضطرابات البلع. يعتبر من العلوم الحديثة نسبيًا والذي تشكل وانتشر بشكل واسع بعد الحرب العالمية الثانية، وخاصة في بريطانيا والولايات المتحدة الأمريكية. ويسمى الاختصاصي الذي يعمل في هذا المجال: اختصاصي علاج التخاطب واللغة أو إختصاصي علم أمراض التخاطب واللغة (speech-language pathologist). حيث يتلقى هذا الاختصاص شهادة علمية أكاديمية لا تقل عن البكالوريوس في أوروبا، والماجستير في الولايات المتحدة الأمريكية وكندا، يتلقى فيها دراسة نظرية وتطبيقية سريرية في مجال تقييم وعلاج اضطرابات التخاطب واللغة والبلع. يعمل اختصاصي علاج التخاطب واللغة والبلع في العديد من المؤسسات الصحية والتعليمية مثل: المدارس والمستشفيات ومراكز التأهيل.
مكونات التخاطب، وتشمل: اللفظ، وإنتاج الصوت؛ الرنين، والطلاقة، والتجويد، والتنغيم، والتباين في حدة الصوت، بما في ذلك ميكانيكية التنفس.
مكونات اللغة، وتشمل: الأصوات اللغوية وتصريف الكلمات مثل الجمع وتشكيل الجمل ومعانيها وفقًا لقواعد اللغة؛ الصرف/اللسانيات ويتضمن فهم واستخدام وحدات الحد الأدنى من المعنى وصياغة الألفاظ، وبناء الجمل باستخدام القواعد النحوية؛ دلالات الألفاظ وهي تفسير علامات أو رموز التواصل لبناء معنى؛ والتداوليات التي تمثل الجوانب الاجتماعية للاتصال.
اضطرابات البلع تشمل جميع مراحل بلع اللقمة من الشفاه واللسان إلى البلعوم والمريء. ويشمل اضطراب البلع البالغين والأطفال واضطرابات التغذية والرضاعة عند الأطفال والرضع.
اضطرابات اللغة
وتشمل: اضطرابات اللغة النمائية، واضطرابات اللغة المكتسبة، واضطرابات اللغة المحددة، والاضطرابات اللغوية التي تُرى عند بعض الحالات والمتلازمات الأخرى، كاضطرابات اللغة عند متلازمة داون، والطيف التوحدي، واضطرابات اللغة المرتبطة بصعوبات التعلم، وغيرها.
اضطرابات التخاطب
هي عديدة وقد تشمل اضطرابات الصوت والتأتأة (التلعثم)، كما تشمل اضطرابات النطق التي تتمثل في إبدال أو تشويه أو حذف الأصوات، وتسمى كذلك الاضطرابات الفونولوجية إذا كان الخلل يشمل النظام الصوتي بحيث يكون لديه خلل في إدراك بعض الأصوات، ويتميز بوجود اضطراب في جودة بعض الصفات الفونولوجية، كأن يؤثر على الأصوات المجهورة فيجعلها مهموسة، أو حذف آخر أصوات الكلام. وتشمل اضطرابات النطق اضطرابات أخرى كعسر الحركة النمائية اللفظية أو صعوبة نطق حرف معين، فيتحول إلى حرف آخر كالخاء إلى حاء والقاف إلى كاف وغيرها، وهناك بعض الحالات التي يستعسر عليها نطق صوت سهل كالباء، والعجيب في الأمر أنها تحولها إلى حروف صعبة النطق كتحويل حرف الباء إلى الحرف P أو الراء إلى غين، وتكون هذه الحالات شاذة جدًا عند الأطفال وقد تتواجد حتى عند بعض البالغين.
اضطرابات التواصل ذات المنشأ العصبي
وهي التي تتعلق بحدوث ضرر واضح ومعروف للجهاز العصبي، والتي عادة ما تنتج عن حدوث جلطة في الدماغ تؤثر على وظائف التخاطب واللغة والبلع، حيث عادة ما تصيب المراكز العصبية لهذه الوظائف في الدماغ. ومن هذه الاضطرابات: الحبسة الكلامية، وهي تعرف على أنها فقدان أو تضرر في وظائف اللغة ناجم عن تلف في خلايا دماغية محددة، وهي أنواع عديدة، منها ما يسبب تلفًا في طلاقة الكلام والتي تعرف أيضاً بـ (حبسة بروكا)، حيث يتميز كلام الشخص المصاب بحذف العديد من المكونات النحوية كـ (ال التعريف)، وحروف الجر مثلًا. ومن أنواع الحبسة الكلامية، النوع المعروف بـ (الحبسة الكلامية الطليقة)، حيث تتميز لغة الشخص المصاب بوجود طلاقة كلامية، لكن هناك اضطرابًا واضحًا في معاني الكلمات والجمل ويصعب فهم حديث الشخص، مع وجود درجات متفاوتة من صعوبة الفهم في كلا النوعين، وإن كان مستوى فهم الحديث عند الحبسة الكلامية غير الطليقة أفضل نسبيًا من الحبسة الطليقة. كما توجد هناك اضطرابات تواصل أخرى ذات منشأ عصبي، مثل عسر الكلام، حيث يجد المتحدث صعوبة في إخراج الأحرف، ويتميز كلامه بوجود خلل في واحد أو أكثر من صفات الصوت مثل الحدة (ارتفاع الصوت)، النبرة، أو النغم، وعادة ما تكون العضلات المسؤولة عن نطق الأحرف مصابة بخلل عصبي، قد يكون ناجماً عن جلطة دماغية مثلًا، أو الباركنسون (الشلل الرعاشي). كما أن الجلطة الدماغية قد تسبب ما يعرف بعسر الحركة الكلامية، وهي من أنواع اضطرابات النطق أو الكلام، حيث تتميز كلمات الشخص بوجود صعوبة في برمجة الحركات اللازمة لإصدار الكلام، وقد يصاحبها وجود عسر حركة شفهي، وقد تقتصر على الجانب الكلامي دون وجود مشكلات واضحة في العضلات الشفهية.

## مهنة علم أمراض النطق واللغة
أخصائيو أمراض النطق واللغة يوفرون مجموعة واسعة من الخدمات، التي تتركز بشكل أساسي على مساعدة الفرد المصاب، ولكنها أيضًا توفر الدعم للأفراد والعائلات وتشكيل مجموعات الدعم، وتوفير المعلومات للجمهور العام. أخصائيو أمراض النطق واللغة (Speech and Language Pathologists (SLPs)) يعملون على حماية الكلام واللغة وتقييمها وتشخيصها وعلاجها، وأيضًا التواصل الاجتماعي، والتواصل المعرفي، واضطرابات البلع لدى الأطفال والبالغين. تبدأ خدمات النطق مع الفحص الأولي للاتصال واضطرابات البلع ثم الاستمرار في التقييم والتشخيص من أجل تقديم المشورة فيما يتعلق بالإدارة والتدخل والعلاج، ومتابعة الخدمات الأخرى لهذه الاضطرابات. تقدم الخدمات في المجالات التالية:
- الجوانب المعرفية من الاتصال. على سبيل المثال: الانتباه والذاكرة، وحل المشكلات، والمهام التنفيذية.
- النطق: اللفظ، والتعبير والتلفُّظ، والطلاقة، والصدى، والصوت بما في ذلك التنفس.
- اللغة: علم الأصوات (صواتة)، والصرف/اللسانيات، والنحو، وعلم المعاني؛ وجوانب عملية لفهم استخدام اللغة (التداوليات)، بما في ذلك الفهم والتعبير بوسائل كتابية، وبيانية، ويدوية، ومعالجة اللغة ومهارات القراءة والكتابة على أساس اللغة والوعي الصوتي.
- البلع أو غيرها من الوظائف الهضمية التنفسية العليا مثل: تغذية الرضع والقيام بفحوصات هوائية (تقييم وظيفة المريء لغرض الإحالة إلى المهن الطبية).
- الصوت: مثل بحة الصوت (خلل النطق) أو ضعف حجم التصويت أو وجود نوعية صوتية غير طبيعية (على سبيل المثال خشنة، لاهثة، متوترة) وتقدم البحوث علاج صوت يكون مفيدًا خصوصًا مع بعض المرضى من السكان؛ فالأفراد الذين يعانون من مرض باركنسون غالبًا ما يعانون من مشاكل صوتية نتيجة لمرضهم.
- الوعي الحسي المتعلق بالتواصل، البلع، أو غيرها من الوظائف الهضمية الهوائية العليا.

اضطرابات النطق واللغة والبلع ناتجة عن مجموعة متنوعة من الأسباب، مثل السكتة الدماغية، وإصابات الدماغ، وفقدان السمع، وتأخر في النمو، والحنك المشقوق، والشلل الدماغي، أو القضايا العاطفية.

### التعاون متعدد التخصصات
يتعاون علماء أمراض النطق واللغة مع فرق أخرى يعملون في مجال الرعاية الصحية في كثير من الأحيان كجزء من فريق متعدد التخصصات، ويفرون الإحالة إلى اختصاصيّ السمع أو غيره. ويوفرون كذلك المعلومات للمختصين في الرعاية الصحية، بما فيهم الأطباء الممارسين وأطباء الأسنان والممرضين والممرضين الممارسين والمعالجين المهنيين وأخصائيي التغذية، والمربين ومستشاري السلوك وأولياء الأمور وفقًا لما تمليه احتياجات المريض الشخصية.
فيما يتعلق باضطرابات المعالجة السمعية  فهنالك تعاون في التقييم وتوفير التدخل عندما يكون هناك دليل على اضطرابات النطق، واللغة و/أو اضطرابات التواصل المعرفي الأخرى.
علاج المرضى الذين يعانون من الشفة الأرنبية وشق الحنك له طابع واضح متعدد التخصصات. نتائج علاج النطق تكون أفضل عند إجراء العلاج الجراحي في وقت مبكر.

### بيئات العمل
يعمل علماء أمراض النطق واللغة في مجموعة متنوعة من الإعدادات السريرية والتعليمية، ويعملون في المستشفيات العامة والخاصة، ومرافق التمريض المتخصصة (Skilled nursing facility (SNF))، ومرافق الرعاية الفورية على المدى الطويل، ومأوى رعاية المحتضرين  والرعاية الصحية المنزلية. قد يعمل أيضًا أخصائيو أمراض النطق واللغة كجزء من هيكل الدعم في نظام التعليم، ومن الممكن أن يعملوا في القطاعين العام، والخاص للمدارس والكليات والجامعات. يعمل بعضهم أيضًا في صحة المجتمع، كتوفير الخدمات في السجون ودار الأحداث أو تقديم شهادة خبير في القضايا المعروضة على المحاكم المعمول بها.
نتيجة لموافقة الجمعية الأمريكية لأخصائي النطق واللغة والسمع عام 2005 على تقديم خدمات تقويم النطق واللغة عن طريق المؤتمرات عن بعد عبر تداول مقاطع الفيديو أو علاج النطق على الإنترنت. ولقد بدأ أخصائيو أمراض النطق واللغة في توصيل الخدمات بهذه الطريقة.

### البحوث
قام أخصائيو أمراض النطق واللغة بإجراء البحوث المتعلقة بعلوم التواصل والاضطرابات، واضطرابات البلع، وغيرها من الوظائف الهضمية الهوائية العليا.

### التعليم والتدريب

#### الولايات المتحدة
في الولايات المتحدة، علم أمراض النطق واللغة يعادل مستوى درجة الماجستير المهنية. الأطباء يجب أن يكونوا حاصلين على درجة الماجستير في علم أمراض النطق واللغة (على سبيل المثال ماجستير الآداب، أو ماجستير العلوم ، أو ماجستير التربية) من جامعة تحمل الاعتماد الإقليمي، ومن برنامج للعلوم التواصلية والاضطرابات معتمد من قبل الجمعية الأمريكية للنطق واللغة والسمع وهي الهيئة الإدارية المهنية. بالإضافة إلى درجة الماجستير، قد يسعى بعض أخصائيي أمراض النطق واللغة لكسب شهادة الدكتوراه السريرية في علم أمراض النطق واللغة (مثل CScD أو SLP.D) ، أو على درجة دكتوراه تشمل بحوثًا وتركيزًا مهنيًا (على سبيل المثال Ph.D) أوEd.D).
كل الدرجات يجب أن تكون من جامعة تحمل الاعتماد الإقليمي، ولكن درجة الماجستير هي فقط التي تتطلب أن تكون معتمدة من قبل جمعية النطق واللغة والسمع الأمريكية. يطلب من جميع الأطباء استكمال 400 ساعة سريرية (25 ساعة ملاحظة غالبًا أنجزت خلال شهادة البكالوريوس و375 ساعة من التدريب العملي السريري للدراسات العليا). ويجب أن يجتازوا امتحانات المعارف المتعددة واكتساب المهارات (KASA) الدراسية الإضافية المطلوبة على مستوى البكالوريوس والدراسات العليا وكذلك الترخيص الإضافي إذا رغب المختص SLP للعمل في البيئة المدرسية.
بعد أن يتم استيفاء جميع الشروط المذكورة أعلاه خلال مسار اختصاص أمراض النطق واللغة SLP لكسب درجة جامعية:
- النجاح في امتحان المجلس الوطني لعلم أمراض النطق واللغة.
- الانتهاء بنجاح من سنة الزمالة السريرية (CFY) كزميل سريري ويجب ألا تقل سنة الزمالة السريرية عن 36 أسبوعًا من خبرة تفرغ كامل (لا يزيد عن 35 ساعة في الأسبوع أو ما يعادلها خبرة بدوام جزئي)، ويبلغ مجموعها ما لا يقل عن 1260 ساعة. خلال الـ CFY لا يستطيع الزميل السريري أن يكسب ساعات CFY ما لم يعمل أكثر من 5 ساعات في الأسبوع، ولا يمكن كسب أي ساعة CFY تتجاوز 35 ساعة في الأسبوع.[10]
- جمعية النطق واللغة والسمع الأمريكية تصدق الكفاءة السريرية والترخيص الكامل للممارسة، وذلك بعد الانتهاء بنجاح من عام الزمالة السريرية.

الحفاظ على التراخيص من خلال التعليم المستمر:
- للحفاظ على الترخيص، يشارك SLPs في الكسب الدوري لوحدات التعليم المستمر.

التعليم والتدريب المستمر الإلزامي:
- تثقيف ونصيحة والاشراف على أخصائي أمراض النطق واللغة المستقبليين.[11]
- المشاركة في التعليم المستمر.
- تثقيف وتوفير التدريب أثناء الخدمة للأسر ومقدمي الرعاية وغيرهم من المهنيين.
- التدريب، الإشراف، وإدارة مساعدي أخصائي أمراض النطق واللغة وموظفي دعم الآخرين.
- تثقيف وإرشاد الأفراد والأسر وزملاء العمل والمعلمين، وغيرهم من الأشخاص في المجتمع فيما يتعلق بالقبول والتكيف واتخاذ القرارات حول التواصل والبلع.[12]

اللواحق مهنية:
- أوراق اعتماد الزمالة السريرية عادة تقرأ على النحو التالي: MS, MA, or M.Ed , CF-SLP
- أوراق اعتماد SLP مرخصة بشكل كامل عادة تُقرأ على النحو التالي:MS, MA, or M.Ed, CCC-SLP، مشيرة إلى ممارس بدرجة عليا ومنته بنجاح من امتحانات عام الزمالة / المجلس للحصول على شهادة الكفاءة السريرية في علم أمراض النطق واللغة.

### الراتب حسب الدولة أو الولاية في الولايات المتحدة الأمريكية
متوسط رواتب أطباء النطق واللغة يختلف إلى حد ما في جميع أنحاء الولايات المتحدة، وتتراوح الرواتب في المتوسط ما بين 40-100 ألف اعتماداً على الوضع وسنوات الخبرة.

## طرق التقييم
لمزيد من المعلومات، اتبع هذه المقالة Speech and language assessment [الإنجليزية].

## العملاء والمرضى الذين بحاجة إلى خدمات علم أمراض اللغة والمنطق
أخصائيو أمراض النطق واللغة يعملون مع العملاء والمرضى الذين قد يكون لديهم مجموعة واسعة من القضايا.

### الرضع والأطفال
- الأطفال الذين يعانون من إصابات بسبب مضاعفات عند الولادة والتغذية وصعوبات البلع، بما في ذلك عسر البلع.
- الأطفال الذين يعانون من أعراض خفيفة، معتدلة أو شديدة:

1. الاضطرابات الوراثية التي تؤثر سلبًا على الكلام واللغة و/أو التطور المعرفي. بما في ذلك الحنك المشقوق، متلازمة داون، متلازمة دي جورج
2. اضطراب نقص الانتباه مع فرط النشاط.[13][14]
3. التوحد،[15] بما في ذلك متلازمة اسبرجر.[16]
4. تأخر في النمو.
5. اضطرابات التغذية، بما في ذلك العجز الحركي عن طريق الفم.
6. تلف العصب القحفي.
7. فقدان السمع.
8. الشذوذ القحفي التي تؤثر سلبا على الكلام، واللغة و/أو التطور المعرفي.
9. تأخير لغوي.
10. اضطراب اللغة المحدد.
11. صعوبات محددة في إنتاج الأصوات، وتدعى اضطرابات النطق (وتتضمن صعوبة نطق حروف العلة وحرف الـ «ص» واللثغة).
12. إصابات الأطفال في الدماغ.
13. خلل الأداء اللفظي التنموي.

في الولايات المتحدة، بعض الأطفال مؤهلون للحصول على خدمات علاج النطق، بما في ذلك التقييم والدروس من خلال نظام المدارس العامة. وإن لم يتوفر ذلك، فإن العلاج الخاص في متناول الجميع من خلال دروس شخصية مع أخصائيي أمراض نطق ولغة مؤهلين أو عبر المجال النامي في علاج النطق على الإنترنت (Telepractice). سكايب من الأدوات الأكثر شيوعا التي تستخدم لعقد المؤتمرات وجلسات الفحص عن بعد، ويستخدم كوسيلة للوصول إلى الأماكن النائية في ممارسة العلاج الخاص، كما هو الحال في مختلف المناطق الجغرافية جنوب نيوزيلندا. مزيد من العلاجات المنزلية أو المدموجة أصبحت متاحة بسهولة لمعالجة أنواع معينة من اضطرابات التعبير. استخدام التطبيقات على الهواتف النقالة في علاج النطق ينمو أيضا كوسيلة لتحقيق العلاج في المنزل.
في المملكة المتحدة، الأطفال يُعنون للتقييم عن طريق فريق محلي لعلاج النطق واللغة (NHS)، وعادة بعد الإحالة من عاملين في مجال الصحة أو المدرسة، ولكن يحق للوالدين أيضا أن يطلبوا المساعدة مباشرة. إذا كان العلاج مناسبا، يتم اختيار خطة رعاية وعلاج. معالجو عيوب النطق غالبا ما يلعبون دورا في فرق متعددة التخصصات إذا كان تأخر أو اضطراب الكلام في الطفل هو جزء من حالة صحية أوسع.

### الأطفال والكبار
- الشلل الدماغي.
- إصابة في الرأس (إصابات الدماغ الرضية).
- فقدان السمع والعاهات.
- صعوبات التعلم بما في ذلك.
- عسر القراءة.[20][21]
- الضعف اللغوي الخاص.
- اضطراب المعالجة السمعية.
- الإعاقة الجسدية.
- اضطرابات الكلام مثل الهذرمة.
- لعثمة، التأتأة.
- السكتة الدماغية.
- اضطرابات الصوت خلل النطق.
- ضعف اللغة.[22]
- اضطرابات النطق الحركية (الرتة أو عسر التلفظ).
- صعوبة تذكر الاسم.
- عسر الكتابة، تعذر الكتابة.
- اضطرابات التواصل المعرفي.
- التداوليات.
- استئصال الحنجرة.
- ثقب القصبة الهوائية.
- الأورام (الأذن والأنف أو سرطان الحنجرة).

### الكبار
- البالغون الذين يعانون من صعوبات أكل وبلع خفيفة، معتدلة أو شديدة، بما في ذلك عسر البلع
- البالغون الذين يعانون من صعوبات لغوية خفيفة أو معتدلة أو شديدة نتيجة ل:

1. الأمراض العصبية الحركية.
2. مرض الزهايمر.
3. الخرف.
4. مرض هنتنغتون.
5. التصلب المتعدد.
6. مرض الباركنسون.
7. إصابات في الدماغ.
8. قضايا الصحة النفسية.
9. السكتة الدماغية.
10. الظروف العصبية التقدمية.
11. سرطان الرأس والعنق والحنجرة (بما في ذلك استئصال الحنجرة).
12. تحسين الصوت للمتحولين جنسيا (عادة من ذكر لأنثى).